# Urolophus orarius
Urolophus orarius  (лат.) — редкий вид рода уролофов семейства короткохвостых хвостоколов отряда хвостоколообразных. Является эндемиком субтропических прибрежных вод Южной  Австралии. Встречается на глубине до 50 м. Грудные плавники этих скатов образуют ромбовидный диск, ширина которого превышает длину. Дорсальная поверхность диска покрыта тёмными разводами, основной фон серо-коричневый. Между ноздрями имеется прямоугольная складка кожи. Тонкий хвост оканчивается листовидным хвостовым плавником. В средней части хвостового стебля расположен зазубренный шип. Максимальная зарегистрированная длина 31 см. Размножается яйцеживорождением. Рацион состоит в основном из ракообразных, полихет и мелких костистых рыб. Не является объектом целевого промысла. В качестве прилова попадается при коммерческом промысле.

## Таксономия
Впервые вид был научно описан в 1987 году. Голотип представляет собой самку длиной 16,5 см, пойманную у берегов Южной Австралии (35°20′ ю. ш. 137°50′ в. д.) на глубине 10 м. Видовой эпитет происходит от слова лат. ora — «берег», «край».

## Ареал
Urolophus orarius обитают в восточной части Индийского океана у побережья Южной Австралии от Большого Австралийского залива до запада Виктории.. Эти донные рыбы встречаются в прибрежных субтропических водах на глубине от 20 до 50 м.

## Описание
Широкие грудные плавники этих скатов сливаются с головой и образуют округлый диск. Заострённое мясистое рыло образует тупой угол и слегка выступает за края диска. Позади глаз расположены брызгальца в виде запятых. Между ноздрями пролегает кожный лоскут с мелкобахромчатой нижней кромкой. На вентральной стороне диска расположено 5 пар жаберных щелей. Небольшие брюшные плавники закруглены. Длина короткого хвоста меньше длины диска. Хвост сужается и переходит в низкий листовидный хвостовой плавник. На дорсальной поверхности хвоста в центральной части расположен зазубренный шип. Кожа лишена чешуи. Максимальная зарегистрированная длина 31 см. Окраска серо-коричневого цвета с тёмными разводами.

## Биология
Подобно прочим хвостоколообразным Urolophus orarius размножаются яйцеживорождением. Вероятно, в помёте 1 или 2 новорожденных. 

## Взаимодействие с человеком
Эти скаты не являются объектом целевого лов. В качестве прилова попадаются при коммерческом промысле. Учитывая узкий ареал, низкий уровень воспроизводства, а также тенденцию беременных самок абортировать при поимке, Международный союз охраны природы присвоил этому виду статус сохранности «Вымирающий». 